# Средняя Баланда
Средняя Баланда — сезонная река в России, протекает в Калининском районе Саратовской области. Левый приток реки Боровая Криуша.

## География
Река Средняя Баланда берёт начало в урочище Малый Мелик. Течёт на юг по открытой местности. Около села Сергиевка впадает в Боровую Криушу, которая через 100 метров впадает в реку Баланду. Длина реки составляет 17 км, площадь водосборного бассейна — 76,4 км².

## Данные водного реестра
По данным государственного водного реестра России относится к Донскому бассейновому округу, водохозяйственный участок реки — Медведица от истока до впадения реки Терса, речной подбассейн реки — Дон между впадением Хопра и Северского Донца. Речной бассейн реки — Дон (российская часть бассейна).
Код объекта в государственном водном реестре — 05010300112107000008313.